# Anthony Mensah
Anthony Mensah, född den 31 oktober 1972 i Kumasi, är en ghanansk fotbollsspelare som tog OS-brons i herrfotbollsturneringen vid de olympiska sommarspelen 1992 i Barcelona. 